# تاريخ الطبري
تاريخ الأمم والملوك أو تاريخ الرسل والملوك المعروف بـ تاريخ الطبري هو كتاب في التاريخ من تأليف محمد بن جرير الطبري المتوفى 310 هـ، والكتاب يؤرخ من بدء الخلق إلى نهاية سنة 302 هـ، وقيل سنة 309 هـ.

## تعريف بالكتاب
بدأ الطبري من أخبار آدم إلى أن انتهى بأخبار زمانه. والكتاب على طريق الأخبار وبالتسلسل، وغالبه بالأسانيد، ولم يشترط الطبري ثبوت جميع ما فيه بل أخذ بمبدأ «من أسند فقد أحال». حيث يقول الطبري في مقدمة الكتاب:

## طبعاته
من طبعات الكتاب المبكرة:
- طبع في ليدن بين سنة 1879 - 1901 م باعتناء دي خويه وغيره من المستشرقين.[3]
- في المطبعة الحسينية بمصر سنة 1336 هـ بعناية يوسف بك محمد الحنفي ومحمد أفندي عبد اللطيف.[3] وهذه الطبعة ما هي إلا نسخة لطبعة دي خويه.[4]
- طُبع في مكتبة ( دار المعارف ) الشهيرة، بتحقيق العلامة المحقق: محمد أبو الفضل إبراهيم في أحدَ عشرَ مجلدًا. و هي أفضل طبعة من حيث النص.
- ثم طُبع - أخيرًا - في دار ( ابن كثير ) بسوريا، طبعةً فيها تخريج لآثاره، معتمدين الطبعةَ التي حققها أبو الفضل إبراهيم.

## كتب تتعلق به

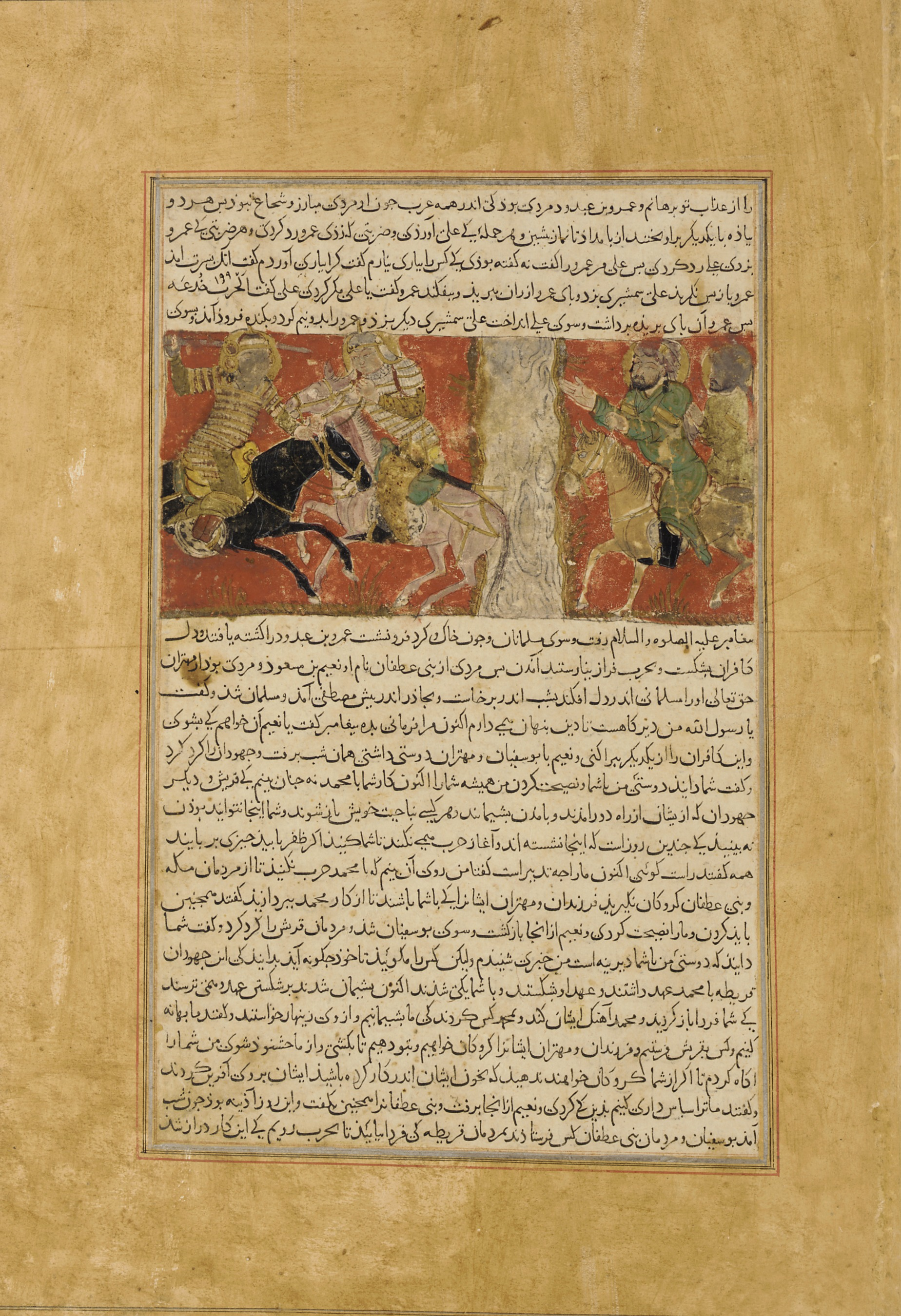
غزوة الخندق في ترجمة البلعمي لتاريخ الطبري، وهي من أقدم الكتب المترجمة من العربية إلى الفارسية.

### مختصرات
ذكر ابن الجوزي أن الطبري «بسط الكلام في الوقائع بسطا وجعله مجلدات وإن المشهور المتداول مختصر من الكبير و أنه هو العمدة في هذا الفن.»
كما ذكر ابن السبكي في طبقاته أن الطبري قال لأصحابه: «هل تنشطون لتاريخ العالم من آدم إلى وقتنا هذا قالوا: كم قدره؟ فذكر أنه ثلاثون ألف ورقة فقالوا: هذا مما تفنى الأعمار قبل إتمامه فقال: إنا لله ماتت الهمم فاختصره في نحو ما اختصر التفسير.» أي أن طبعة ليدن المشهورة ليست إلا مختصرًا للكتاب الأصلي الذي كان يبلغ عشرة أضعاف هذه النسخة.
ومن مختصرات الكتاب:
- «صفوة التاريخ» - القاضي الجرجاني المتوفى سنة نحو 390 هـ.[8]
- «اختصار تاريخ الطبري» - ابن عبد الحق البغدادي المتوفى سنة 739 هـ.[9]
- «تهذيب تاريخ الطبري: تاريخ الأمم والملوك» - صالح خريسات، دار الفكر، عمان، 1412 هـ / 1992 م.
- «المختار من تاريخ الطبري: قصة القرامطة من سنة 278 - 367 هـ» - إعداد وتقديم سمير سرحان ومحمد عناني، الهيئة المصرية العامة للكتاب، 1999 م.

### استدراكات
من الاستدراكات على الكتاب:
- «صلة تاريخ الطبري» - عريب بن سعيد القرطبي المتوفى سنة 369 هـ.[10]
- «تكملة تاريخ الطبري» - محمد بن عبد الملك الهمذاني المتوفى سنة 521 هـ.[11]
- «موارد تاريخ الطبري» - جواد علي، مقالات نشرت مجلة المجمع العلمي العراقي.[12]

### دراسات
دراسات تتعلق بالكتاب:
- «نصوص الردة في تاريخ الطبري: نقد وتحليل» ، محمد حسن آل ياسين، مكتبة النهضة - بغداد سنة 1973م.
- «مرويات أبي مخنف في تاريخ الطبري» ، يحيىٰ بن إبراهيم بن علي اليحيى، إشراف أكرم ضياء العمري ، دار العاصمة - الرياض سنة 1410 ه‍.
- «مرويات سيف الدين بن عمر في تاريخ الطبري عن مقتل عثمان بن عفان»، خالد محمد عبد الله الغيث - كلية الدعوة وأصول الدين / جامعة أم القرى / مكة المكرمة - ماجستير 1411 هـ.
- «معجم الشعراء في تاريخ الطبري»، عزمي سكر، المكتبة العصرية - صيدا سنة 1999 م.
- «بناء الحكاية التاريخية: تاريخ الطبري انموذجاٌ» ، سعيد عبد الهادي المرهج، مركز دراسات فلسفة الدين؛ دار الهادي - بغداد/بيروت سنة 2009 م.

## ترجمة

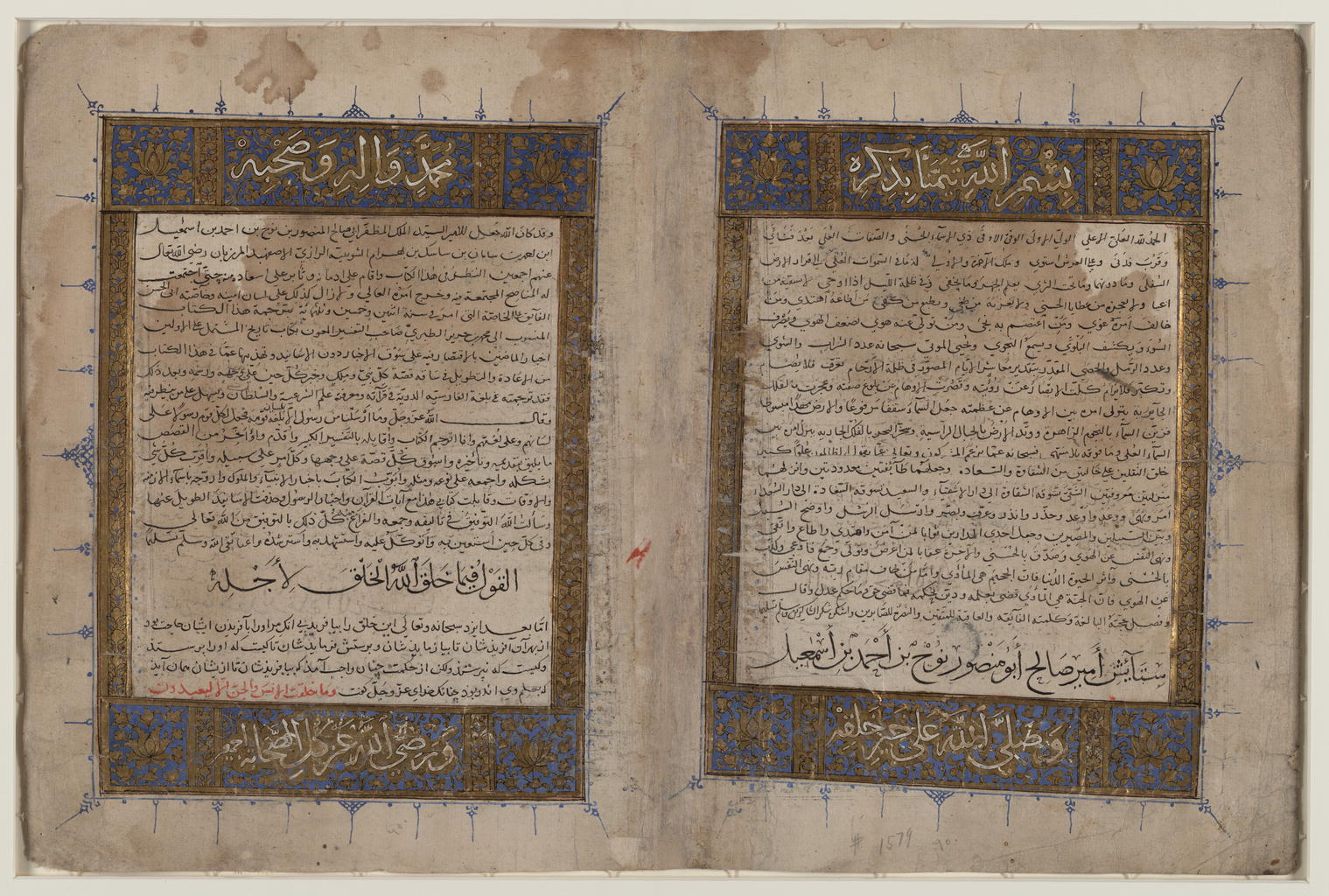
مخطوطة من كتاب تاريخ البلعمي، الترجمة الفارسية لتاريخ الطبري التي أنجزها البلعمي.

### إلى الفارسية والفرنسية
قام الوزير أبو علي البلعمي بترجمة الكتاب إلى الفارسية سنة 352 هـ، أي بعد 42 عاماً على وفاة الطبري. وقد ترجم المستشرق لوي ديبو جزء من ترجمة البلعمي إلى الفرنسية، ونشرت سنة 1836 م. كما ترجم زوتنبرغ عمل البلعمي إلى الفرنساوية أيضا، وبدأ بنشره في باريز في عام 1284 هـ / 1867 م.

### إلى اللغات الشرقية
قال الحاجي خليفة (المتوفى سنة 1068 هـ) في كشف الظنون: إن تاريخ الطبري تُرجم إلى التركية «وهو المتداول بين عوام الروم». وقد قام أبو القاسم باينده بترجمة حديثة إلى الفارسية، نشرت سنة 1352 هـ ش / 1973 م، من قِبل مؤسسة الثقافة الإيرانية (بنياد فرهنك إيران).[بحاجة لمصدر]